# Liechtenstein ai Giochi della XXVIII Olimpiade
Il Liechtenstein partecipò ai Giochi della XXVIII Olimpiade, svoltisi ad Atene, Grecia, dal 13 al 29 agosto 2004, con una delegazione di 1 atleta impegnato in una disciplina.

## Risultati

### Tiro a segno/volo
Maschile
| Atleta           | Evento                       | Qualificazioni | Qualificazioni | Finale          | Finale          |
| Atleta           | Evento                       | Punti          | Classifica     | Punti           | Classifica      |
| ---------------- | ---------------------------- | -------------- | -------------- | --------------- | --------------- |
| Oliver Geissmann | Carabina 10 m aria compressa | 591            | =22º           | non qualificato | non qualificato |